# Амьен-4 (Эст)

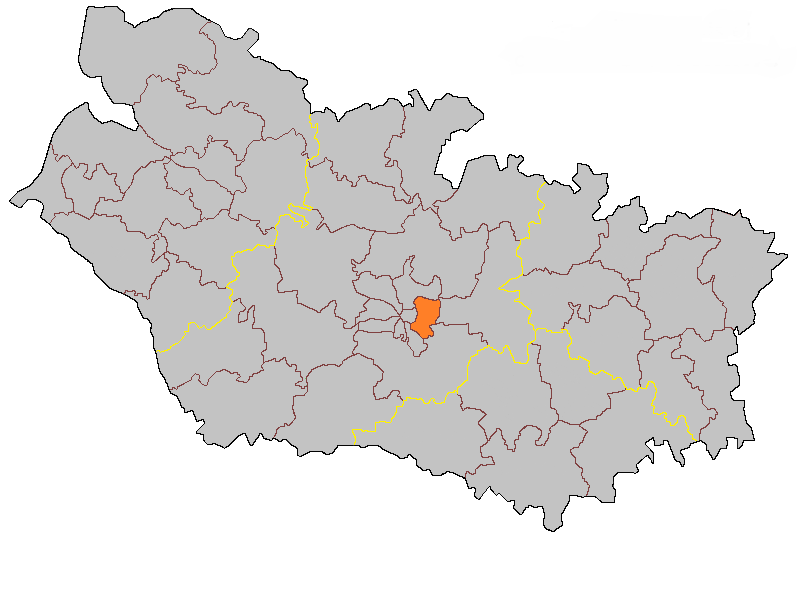
Кантон Амьен-4 (Эст) на карте департамента Сомма

Амьен-4 (Эст) (фр. Amiens-4-Est) — упраздненный кантон во Франции, регион Пикардия, департамент Сомма. Входил в состав округа Амьен.
В состав кантона входили коммуны (население по данным Национального института статистики за 2009 г.):
- Амьен (13 628 чел.) (частично)
- Камон (4 665 чел.)
- Лонго (5 439 чел.)

## Политика
На президентских выборах 2012 г. жители кантона отдали в 1-м туре Франсуа Олланду 33,5 % голосов против 19,7 % у Николя Саркози и 18,1 % у Марин Ле Пен, во 2-м туре в кантоне победил Олланд, получивший 63,4 % голосов (2007 г. 1 тур: Сеголен Руаяль — 30,6 %, Саркози — 24,0 %; 2 тур: Руаяль — 58,9 %). На выборах в Национальное собрание в 2012 г. по 1-му избирательному округу департамента Сомма они поддержали кандидата Социалистической партии Паскаль Буастар, набравшую 31,2 % голосов в 1-м туре и 67,7 % - во 2-м туре. На региональных выборах 2010 года в 1-м туре победил список социалистов, собравший 24,2 % голосов против 18,6 % у списка «правых». Во 2-м туре «левый список» с участием социалистов и «зелёных» во главе с Президентом регионального совета Пикардии Клодом Жеверком получил 59,3 % голосов, «правый» список во главе с мэром Бове Каролин Кайё занял второе место с 26,4 %, а Национальный фронт с 14,3 % финишировал третьим.
|  | Кандидат       | Партия                  | % голосов |
|  | -------------- | ----------------------- | --------- |
|  | Жан-Луи Пьо    | Социалистическая партия | 60,93     |
|  | Максим Греметц | Прочие левые            | 39,07     |

|  | Кандидат    | Партия                    | % голосов |
|  | ----------- | ------------------------- | --------- |
|  | Жан-Луи Пьо | Социалистическая партия   | 65,21     |
|  | Ив Кордье   | Союз за народное движение | 34,79     |